# Франс, Роберт
Роберт Бертран Франс (англ. Robert Bertrand France, 1960—2015) — американский профессор в области информатики.
Родился Роберт Франс на Ямайке 8 октября 1960 года, став старшим сыном Роберта В. Франса и Жанетты Франс. Он окончил высшую школу в Гайане и поступил в Университет Вест-Индии в Сен-Огюстене (англ. Saint Augustine, Trinidad and Tobago) на Тринидаде и Тобаго, который окончил в 1984 году с красный («first class degree») диплом бакалавра естественных наук со специализацией в информатике и математике. Благодаря стипендии Содружества он был отправлен в Университет Мэсси в аспирантуру, которую успешно завершил в 1990 году. В том же году он женился на Шериффе Р. Солейн на Сент-Винсенте и эмигрировал с ней в США, где со временем осел в городе Форт-Коллинс, штат Колорадо.
В 1990—92 годах Франс был научным сотрудником Института глубокого компьютерного изучения Мэрилендского университета. В 1992—97 он работал доцентом на факультете информатики и инженерного дела Флоридского Атлантического университета. Получив там постоянную позицию, он перешёл в Колорадский государственный университет (англ. Colorado State University), на факультете информатики которого дослужил до звания профессора в 2004 году. В 2008 году его статья «UML как нотация для формального моделирования» (в соавторстве с Э. Эвансом, К. Лано и Б. Румпе) получила приз самой влиятельной статьи на конференции MoDELS как набравшая наибольшее число цитирований за десять лет после публикации. В 2013 году Франсу предложили пятилетнюю международную кафедру в INRIA (Франция). В 2014 ему была вручена Премия Даля — Нюгора, названная в честь норвежских учёных Оле-Йохана Даля и Кристена Нюгора, и выдающаяся раз в год учёным старшего и младшего поколения — Франс получил старшую версию, разделив её с Уильямом Куком. В том же году он получил почётное звание профессора-лауреата от Колорадского университета и премию Научно-технологического превосходства от Института карибских исследований на Ямайке.
Исследования Франса касались моделирования программного обеспечения, особенно языков формального моделирования и связанных с ними инструментов анализа. Совместно с Бернардом Румпе он основал «Software and Systems Modeling» (SoSyM), до сих пор являющийся лидирующим журналом в этой области, и пробыл его главным редактором с момента основания и до самой смерти. Целый ряд статей Роберта Франса оказал существенный вклад в развитие языка моделирования UML и рост его популярности в научно-исследовательской среде.
Роберт Франс умер 15 февраля 2015, оставив после себя сына и дочь.